# Пидсуха, Александр Николаевич
Александр Николаевич Пидсуха (укр. Олекса́ндр Миколайович Підсу́ха; 16 октября 1918, с. Нежиловичи (ныне Макаровского района Киевской области Украины) — 21 октября 1990, Киев) — украинский советский поэт, драматург, редактор, переводчик, общественный деятель.

## Биография
Сын сельского кузнеца. Рано осиротел.
После окончания рабфака Киевского лингвистического института, обучался в Харьковском педагогическом институте иностранных языков.
В 1939—1941 годах преподавал в Донецком индустриальном институте.
Участник Великой Отечественной войны. Служил сапером, автоматчиком, позже корреспондентом дивизионной газеты.
Демобилизовавшись в 1946 году, преподавал английский язык в Киевском педагогическом институте им. Горького.
В 1953—1958 — ответственный редактор журнала «Днипро», заместитель председателя правления Союза писателей Украины, затем — заведующий редакцией серии «Романы и повести» издательства «Днипро».
С конца 1962 года по рекомендации Союза писателей А. Пидсуха как стипендиат ЮНЕСКО был командирован в Канаду, Англию, Францию, США. Результатом этого путешествия стал цикл стихотворений «Канадская тетрадь», который лёг в основу сборника «Материнское завещание» (1964).
В 1973—1979 годах — председатель Общества культурных связей с украинцами за рубежом.
В 1952—1957 и 1980—1990 годах жил в Киеве в доме писателей Ролит. Скончался 21 октября 1990 года. Похоронен на Байковом кладбище.

## Творчество
Член Союза писателей Украины с 1947 года. Впервые выступил как поэт в 1939 году на страницах харьковского «Литературного журнала» со стихотворением "Этюд ". Первый поэтический сборник «Солдаты мира» вышел в 1948 году.
Автор сборников стихов «Жизнь за нас» (1950), «Слово о наших друзьях» (1951), «Героика» (1951), «Иду на зов» (1965), «Капли» (1966), «Розповень» (1969); прозаических произведений «С глазу на глаз. Непридуманные истории» (1962), более полутора десятков книг для взрослых и детей.
Александр Пидсуха — автор известного романа в стихах «Полесская трагедия» (1962), одного из лучших произведений этого жанра в украинской поэзии. Это широкоэпичное многоплановое произведение о победном подвиге советского народа в войне с гитлеризмом, в частности, о героизме народных мстителей.
Поэма «Материнское завещание» (1962) вошла в одноименный сборник, вышедший в 1964 г., стала одним из лучших украинских произведений в лирико-эпическом жанре.
Автор нескольких драматических произведений, в частности, «Сюита Журавского» .
Занимался переводом на украинский язык произведений народов СССР.

## Награды
- Орден Отечественной войны 2-й степени (дважды),
- Орден Красной Звезды,
- Орден Дружбы народов,
- Медаль «За трудовое отличие» (24 ноября 1960 года) — за выдающиеся заслуги в развитии советской литературы и искусства и в связи с декадой украинской литературы и искусства в гор. Москве[1],
- медали.